# Jonas Furrer

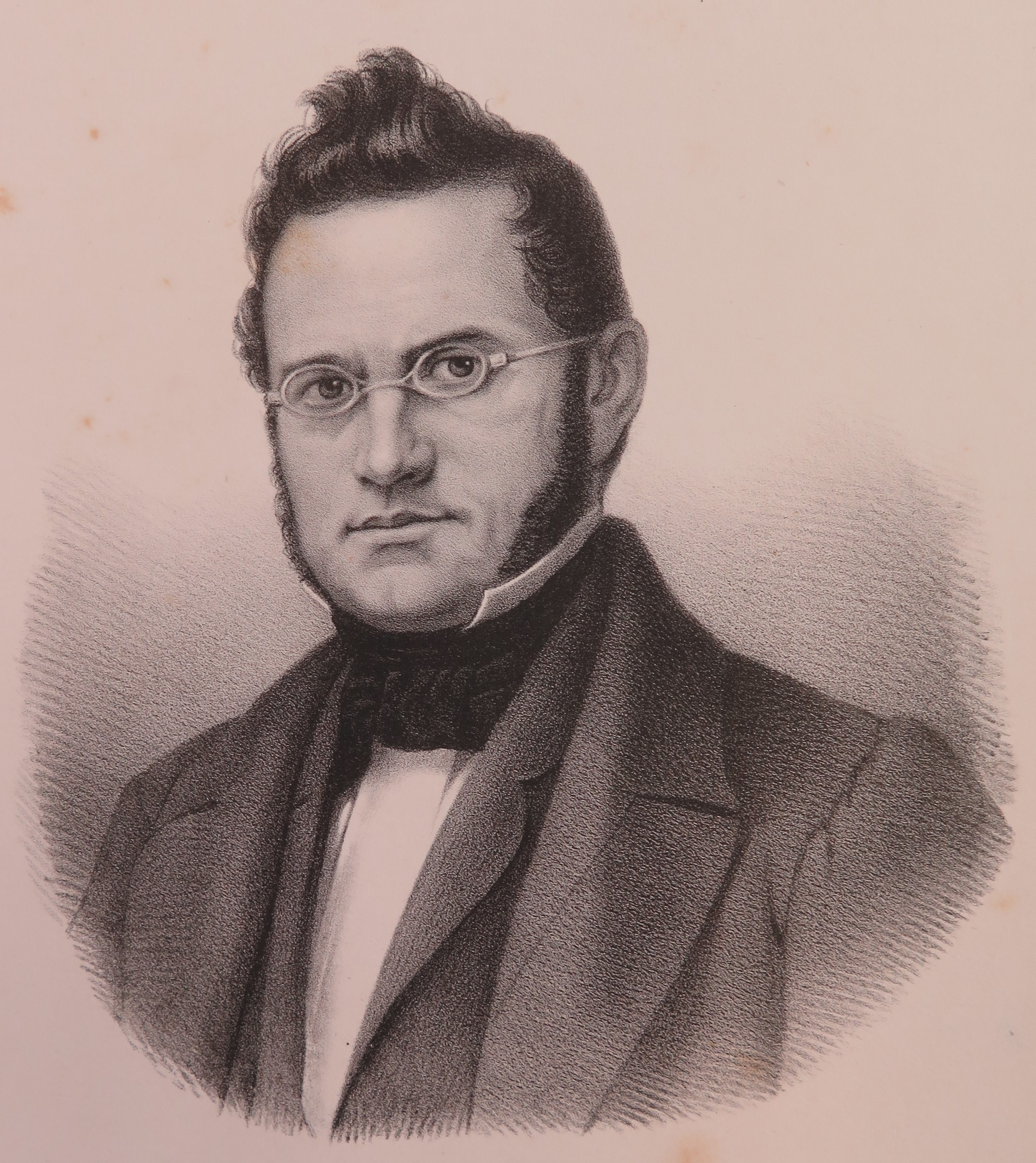
Bundesrat Jonas Furrer

Jonas Furrer (* 3. März 1805 in Winterthur; † 25. Juli 1861 in Bad Ragaz) war ein Schweizer Politiker. Seine politische Karriere begann 1834 mit der Wahl ins Zürcher Kantonsparlament. Ab 1845 war er Regierungsrat des Kantons Zürich und präsidierte in diesem Jahr auch die Tagsatzung. Nachdem er 1848 als Vertreter der liberalen Mitte (der heutigen FDP) in den Bundesrat gewählt worden war, war Furrer der erste Schweizer Bundespräsident. Dieses Amt hatte er auch 1849, 1852, 1855 und 1858 inne. Er gilt als einer der bedeutendsten Politiker in der Anfangszeit des Schweizer Bundesstaats.

## Biografie

### Studium und Berufsleben

Jonas Furrer, Friederike Sulzer und ihre Kinder (um 1844)

Das einzige Kind des gleichnamigen Schlossermeisters und der Anna Magdalena (geb. Hanhart) wuchs in Winterthur in bescheidenen Verhältnissen auf und besuchte dort die Schulen. Auf Drängen seines Vaters beschloss Furrer, in Zürich Rechtswissenschaft zu studieren, obschon er an Medizin und Chemie grösseres Interesse gezeigt hatte. 1824 ging er, unterstützt durch ein Stipendium seiner Heimatstadt, an die Ruprecht-Karls-Universität in Heidelberg. In den Jahren 1825 und 1826 studierte er in Göttingen an der Georg-August-Universität, wo er seine Ausbildung abschloss.
Nach einer längeren Deutschlandreise kehrte Furrer in den Kanton Zürich zurück und erhielt 1828 eine Stelle als Prokurator. Mit einer Arbeit über das Erbrecht der Stadt Winterthur erhielt er 1832 das Rechtsanwaltspatent und eröffnete eine eigene Kanzlei. Im selben Jahr heiratete er Friederike Sulzer, die Tochter des Politikers Johann Heinrich Sulzer; aus der Ehe gingen drei Töchter und zwei Söhne hervor. 1838 verlegte Furrer seinen Wohnsitz nach Zürich, von wo inzwischen die meisten seiner Kunden stammten. Im selben Jahr erhielt er die Ehrendoktorwürde der Universität Zürich.
1822 war Furrer der Studentenverbindung Zofingia beigetreten. Seit 1830 war er Mitglied der Freimaurerloge Akazia. 1844 gehörte er zu den Mitbegründern der Schweizerischen Grossloge Alpina (SGLA) und war ihr Erster Grossredner.

### Kantonspolitiker
Furrers politische Karriere begann 1834, als er im Alter von 29 Jahren in den Grossen Rat gewählt wurde. Dabei fiel er nicht unbedingt durch sein Rednertalent auf, sondern vielmehr durch profunde Rechtskenntnisse und Sachverstand. Den Grossen Rat präsidierte er in den Jahren 1837 und 1839. Er gehörte zu jenen Parlamentariern, welche die Berufung des umstrittenen deutschen Reformtheologen David Friedrich Strauss an die Theologische Fakultät der Universität Zürich befürworteten. Der daraufhin eskalierende Konflikt zwischen liberalen und konservativen Kräften mündete am 6. September 1839 im Züriputsch. Auf Druck der neuen Regierung löste sich der Grosse Rat drei Tage später auf und Furrer verlor sein Mandat.
In kurzer Zeit stieg Furrer zum Anführer der liberalen Opposition auf. 1842 kehrte er in den Grossen Rat zurück und wurde zum Abgesandten in der Tagsatzung gewählt. Mit der Wahl Furrers in den Regierungsrat stellten die Liberalen ab 1845 wieder die Mehrheit. Im selben Jahr präsidierte er die Tagsatzung. Als Amtsbürgermeister (wie der Regierungsratspräsident damals genannt wurde) übte er einen grossen Einfluss auf die Politik des Kantons Zürich aus. Unter seiner Ägide erliess das Zürcher Kantonsparlament 1846 ein gegen den Radikaldemokraten und Reformsozialisten Johann Jakob Treichler gerichtetes Gesetz, das alle Bestrebungen, die geeignet waren, «wegen der Ungleichheit des Besitzes eine Klasse von Bürgern gegen eine andere, Besitzlose gegen Besitzende zum Hasse aufzureizen», mit bis zu 1000 Franken Busse und zwei Jahren Gefängnis ahndete.
1847 gehörte Furrer jener siebenköpfigen Kommission an, die den Konflikt um den Sonderbund mit friedlichen Mitteln zu lösen versuchte. Erst als diese Bemühungen fehlschlugen, stimmte er der gewaltsamen Auflösung des Sonderbunds mit militärischen Mitteln zu. Nach dem Ende des Sonderbundskriegs, aus dem die liberalen Kantone siegreich hervorgegangen waren, nahm er Einsitz in der Revisionskommission, welche die neue Bundesverfassung ausarbeitete. Dabei trat er als kompromissbereiter Pragmatiker auf.

### Bundesrat

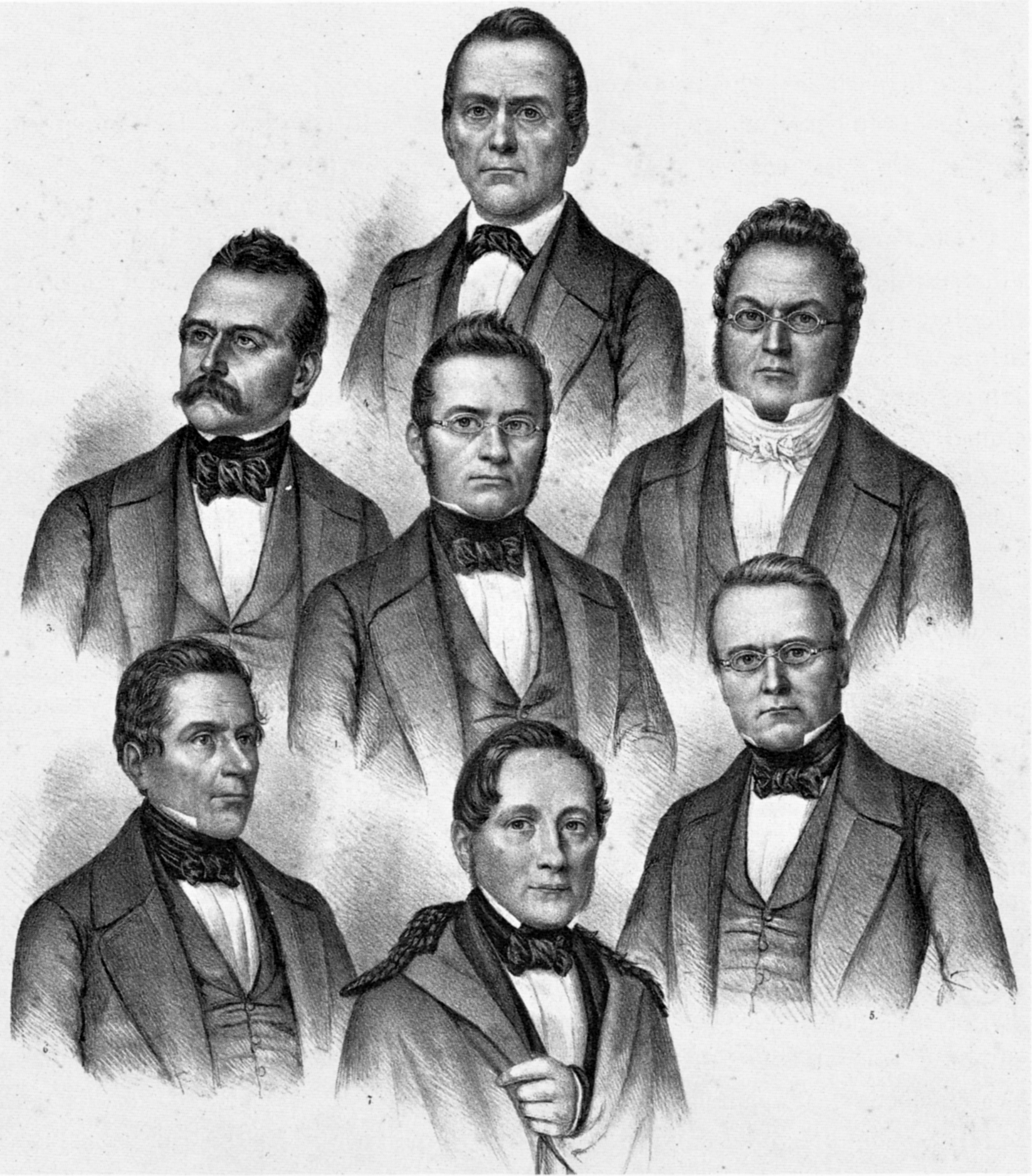
Die ersten sieben Bundesräte 1848, Bundespräsident Furrer in der Mitte

Im Oktober 1848 wurde Furrer vom Grossen Rat in den Ständerat entsandt und war dessen erster Präsident. Bei der ersten Bundesratswahl am 16. November 1848 galt er als aussichtsreicher Spitzenkandidat, zumal der Anspruch des Kantons Zürich auf einen Sitz unbestritten war. Die Vereinigte Bundesversammlung wählte ihn im zweiten Wahlgang in den Bundesrat (der erste Wahlgang musste wegen eines Verfahrensfehlers annulliert werden). Furrer erhielt 85 von 132 abgegebenen Stimmen; 36 Stimmen entfielen auf Ulrich Ochsenbein, elf auf weitere Personen. Noch am selben Tag wurde Furrer auch zum ersten Bundespräsidenten der Schweiz gewählt. Jedoch erbat er sich Bedenkzeit, da die Hauptstadtfrage der Schweiz noch nicht geklärt war. Nachdem er von politischen Weggefährten überzeugt worden war, nahm er die Wahl schliesslich doch an, woraufhin sich der Bundesrat am 21. November 1848 im Erlacherhof konstituierte.
Furrer übernahm bis Ende 1849 den Vorsitz des Politischen Departements. In dieser Funktion betrieb er eine konsequente Neutralitätspolitik und liess Anhänger der gescheiterten Revolutionen von 1848/49, die aus benachbarten Staaten in die Schweiz geflüchtet waren, ausweisen. Oberstes Ziel seiner Politik war die Wahrung der Unabhängigkeit der Schweiz. Er verhinderte dadurch Interventionen europäischer Grossmächte, doch musste er sich von seinen Gefolgsleuten Verrat am Liberalismus vorwerfen lassen. Im gleichen Jahr schuf Johann Jakob Oechslin ein Terrakottamedaillon, das in der Tonwarenfabrik von J. Ziegler-Pellis in Schaffhausen produziert wurde.

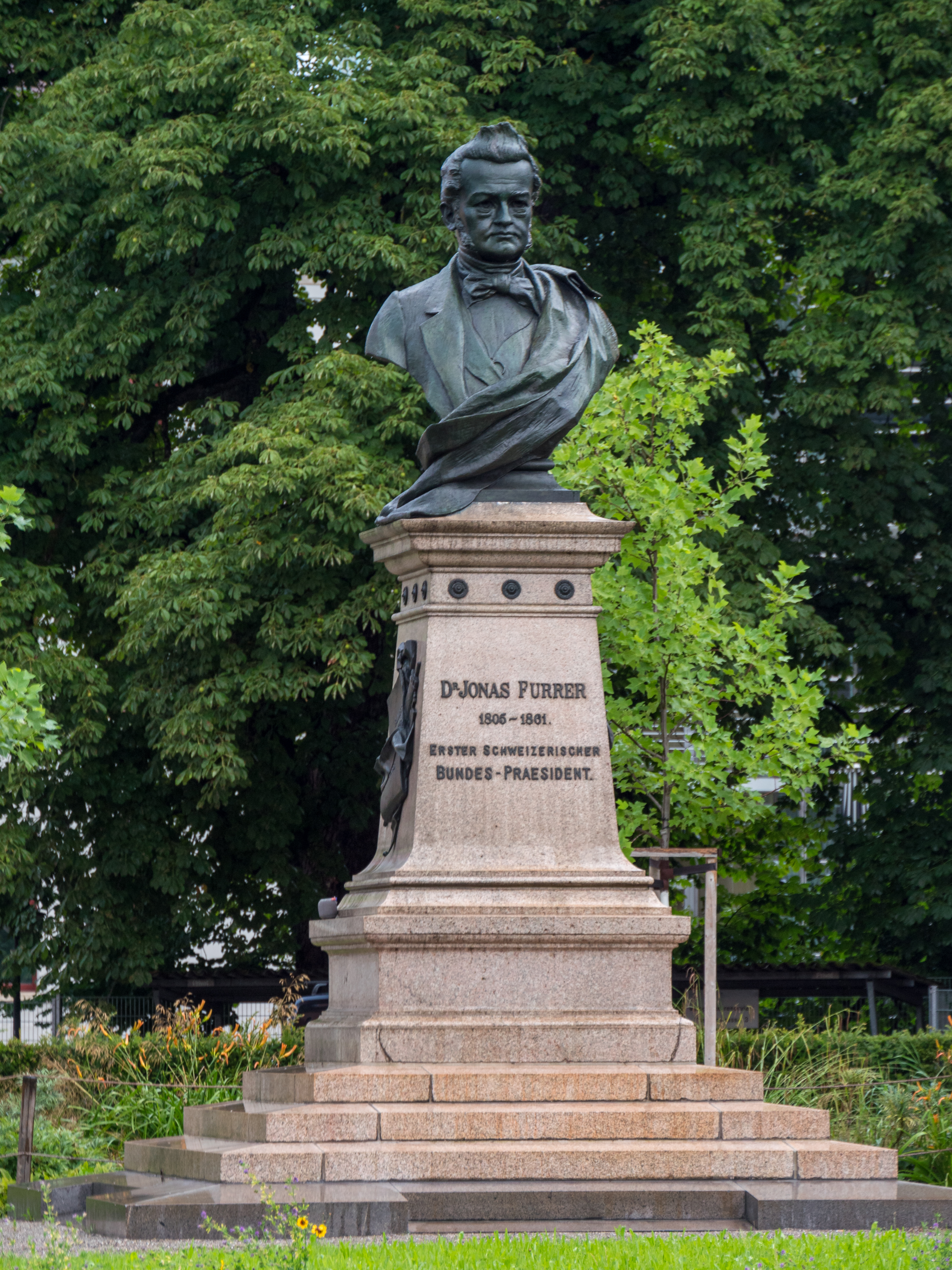
Jonas-Furrer-Denkmal in Winterthur von Bildhauer Gustav Siber

Sein eigentliches Stammressort war ab 1850 das Justiz- und Polizeidepartement, das er abgesehen von seinen Präsidialjahren 1852, 1855 und 1858 leitete (bis in die 1890er Jahre war der Bundespräsident gleichzeitig Vorsteher des Politischen Departements und damit Aussenminister). Als Justizminister arbeitete Furrer Entwürfe aus für Gesetze über die Organisation des Bundesrates, über die Bundesbeamten, die Einbürgerung von Heimatlosen und das Bundesstrafrecht. Darüber hinaus leistete er einen grossen Beitrag zur Rechtssicherheit im neuen Bundesstaat, indem er persönlich Hunderte von Rekursen bearbeitete. Dadurch etablierte er eine bundesrätliche Justizpraxis, die auch kantonalen Behörden und Parteien als Vorbild diente. Bei anderen innenpolitisch umstrittenen Themen wie der Regulierung der Eisenbahnen hielt er sich hingegen zurück, zumal er Zentralisierungsbestrebungen kritisch gegenüberstand.
Furrer reiste 1856 während der Krise um den Kanton Neuenburg, den Neuenburgerhandel, als Unterhändler zu den Regierungen der süddeutschen Staaten, um einen kriegerischen Konflikt mit Preussen abzuwenden. 1860 widersetzte er sich dem Plan von Jakob Stämpfli, Hochsavoyen militärisch zu besetzen (Savoyerhandel). Furrer klagte zunehmend über zu starke Arbeitsbelastung, hinzu kamen gesundheitliche Probleme. Eine Nierenerkrankung zwang ihn zu mehreren Pausen, wodurch er im Bundesratskollegium zunehmend an Einfluss einbüsste. Insbesondere mit dem draufgängerischen Jakob Stämpfli hatte er immer wieder Auseinandersetzungen. Während eines Kuraufenthaltes in Bad Ragaz verstarb Furrer im Alter von 56 Jahren.

## Gedenken
Seine Heimatstadt Winterthur ehrte ihn 1895 mit der Errichtung des Jonas-Furrer-Denkmals. Es ist bis heute das einzige Personendenkmal, das die Stadt für einen ihrer Bürger erbaut hat. An seinem Geburtshaus an der Steinberggasse 18 (ehemals Hintergasse) in der Altstadt ist eine Gedenktafel angebracht. 1914 wurde zudem eine Strasse im Quartier Heiligberg nach ihm benannt.

## Schriften (Auswahl)
- Das Erbrecht der Stadt Winterthur in ein System gebracht, ergänzt, erläutert und mit einer historischen Einleitung versehen. Winterthur: Ziegler 1832 (Digitalisat).
- Zur Bundesverfassung der Schweizerischen Eidgenossenschaft vom Jahre 1848. In: Zürcher Taschenbuch. 1948.